# Заклинання

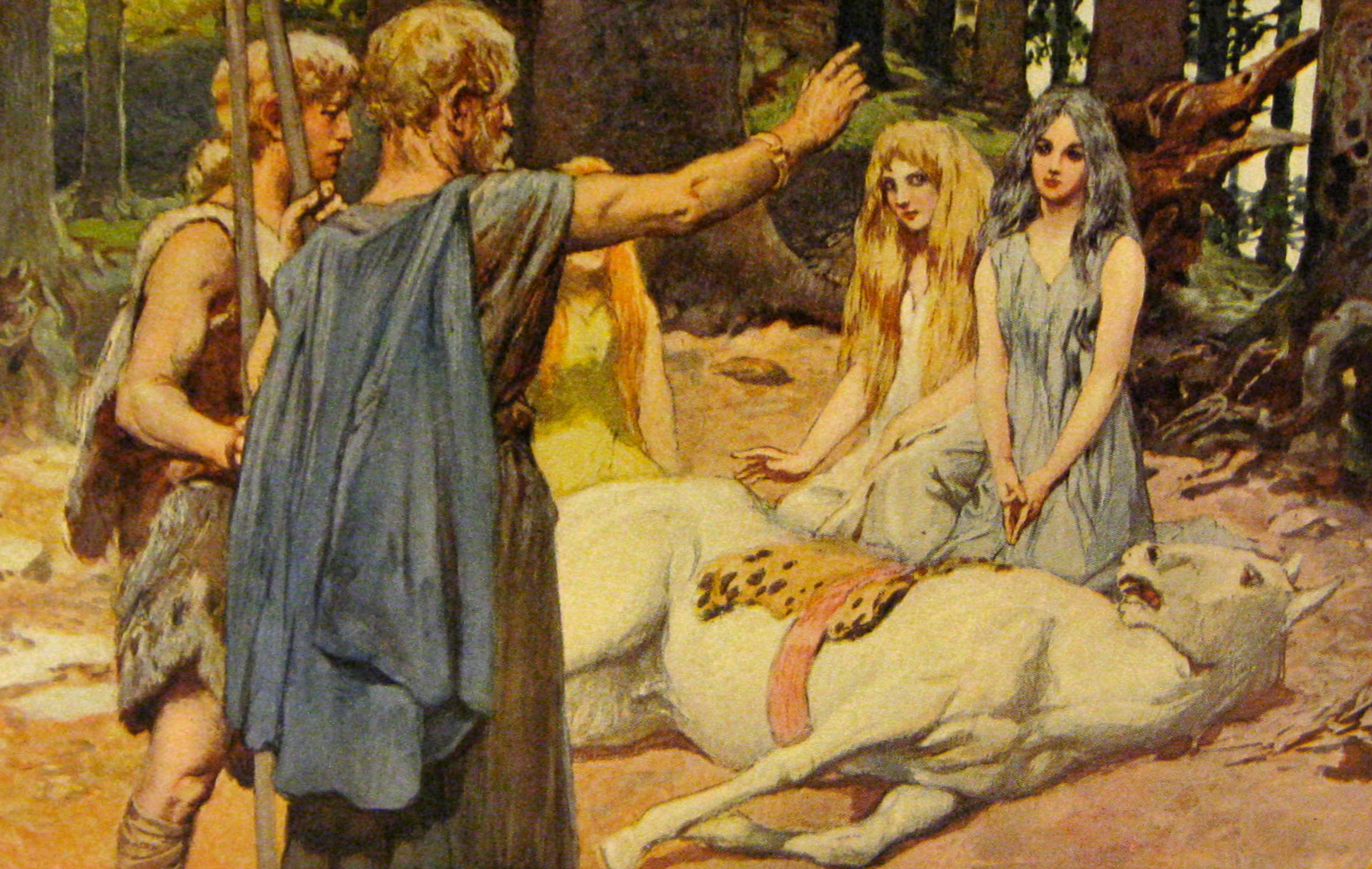
Вотан за допомогою заклинання зцілює коня Бальдра

Заклина́ння (закляття) — вид ритуально-магічної мови; пряме звернення до об'єкта магічного впливу в імперативній формі — вимоги, наказу, спонукання, прохання, благання, попередження, заборони, погрози. Може бути самостійним вербальним ритуалом (такі, наприклад, вітання типу «Добрий день!», побажання шкоди — прокляття або відсилання типу «йди ти до біса!»), вироком при обрядовій або практичній дії, а також складовою частиною складніших вербальних форм — чаклунських замовлянь, благопобажань, обрядових пісень (наприклад, колядок) та ін. Вони близькі психологічним афірмаціям, релігійним молитвам і мантрам.
За допомогою заклинань люди намагаються домогтися виконання бажань, які вони не можуть здійснити звичайним способом (вплинути на погоду, врожай тощо). На відміну від молитов, які є лише проханнями до Бога або до духів, заклинання призначене для примусового виконання бажання. У Західній Європі в середньовіччя заклинання, як правило, виголошувалися на латині. Слово «абракадабра», в сучасній українській мові позначає нісенітницю, походить від середньовічного заклинання.
Заклинання нерідко використовують ілюзіоністи для досягнення театрального ефекту.
У сучасній психології існує метод афірмації, який має схожі з заклинаннями цілі і способи застосування.

## У китайській культурі
Характеризуючи китайське ставлення до мовного акту,  Марсель Гране (1884—1940) відзначає: «У слові повною мірою розквітають магія подувів і значущість етикету. Підкреслити слово — значить привласнити положення, підкреслять знак — значить визначити долю. Говорячи, називаючи, позначаючи, не обмежуються абстрактним описом або визначенням. Але оцінюють і заражають. Слово кидає виклик долі, воно закликає її до життя. Це свого роду віртуальна реальність, де слово панує над явищем».